# Peter Tschentscher
Peter Tschentscher (Bremen, 20 de gener de 1966) és un polític alemany del Partit Socialdemòcrata (SPD).
Des del 2008 és membre del parlament d'Hamburg i, des del 28 de març de 2018, és l'alcalde i, per tant, el ministre-president de l'estat federat d'Hamburg. A més a més, entre 2011 i 2018 havia exercit de ministre de finances de l'estat.
Tschentscher va arribar a la presidència estatal el març de 2018, quan va succeir Olaf Scholz, que va deixar la política estatal per convertir-se en ministre federal de Finances i vicecanceller d'Alemanya al quart govern SPD/CDU/CSU de la cancellera Angela Merkel.